# Lactophrys bicaudalis
Lactophrys bicaudalis är en fiskart som först beskrevs av Carl von Linné 1758.  Lactophrys bicaudalis ingår i släktet Lactophrys och familjen koffertfiskar. Inga underarter finns listade i Catalogue of Life.